# Józef Abelewicz
Józef Abelewicz (ur. 17 marca 1821 w Oniksztach na Litwie, zm. 3 lipca 1882) – polski duchowny rzymskokatolicki, pedagog.

## Życiorys
Pochodził z polskiej rodziny szlacheckiej, był synem Wincentego i Anny z Bukszów. W latach 1833–1838 uczęszczał do szkoły w Traszkunach, w latach 1840–1842 studiował w diecezjalnym seminarium w Wilnie, gdzie należał do wyróżniających się słuchaczy. Studia teologiczne kontynuował do 1846 w rzymskokatolickiej Akademii Duchownej w Petersburgu, wieńcząc je dyplomem magistra teologii i święceniami kapłańskimi (6 kwietnia 1846 w Petersburgu).
Przez krótki czas pracował jako kapelan gimnazjum w Świsłoczy; jeszcze w 1846 został wykładowcą teologii dogmatycznej w Wileńskim Seminarium Duchownym, a także prokuratorem (ekonomem) seminaryjnym. W 1852 z nominacji biskupa Wacława Żylińskiego został kanonikiem kapituły wileńskiej. W latach 1853–1870 zajmował się pracą duszpasterską w Wołkowysku, będąc kolejno administratorem parafii i dziekanem (od 1853) i proboszczem (od 1856).
W 1870 powrócił do pracy w Seminarium w Wilnie. Był inspektorem placówki i wykładowcą homiletyki, od 1872 wykładał Pismo Święte. 30 lipca 1878 zastąpił na stanowisku rektora odsuniętego przez władze Macieja Harasimowicza; przejął wówczas również wykłady z prawa kanonicznego, co należało do jego obowiązków rektorskich. W dziejach seminarium zapisał się dbałością o podniesienie poziomu nauczania oraz utrzymanie polskiego i kościelnego charakteru w dobie rusyfikacji. Cieszył się uznaniem jako wykładowca i opiekun duchowy kleryków. Zmarł w lipcu 1882 po ataku apoplektycznym.